# Somme-Yèvre
Somme-Yèvre es una comuna francesa situada en el departamento de Marne, en la región de Gran Este.

## Demografía
| 144 | 174 | 137 | 128 | 115 | 113 | 112 |
| Para los censos de 1962 a 1999 la población legal corresponde a la población sin duplicidades (Fuente: INSEE [Consultar]) |     |     |     |     |     |     |